# かなぶんや芸術大学 音楽科
『かなぶんや芸術大学　音楽科』（かなぶんやげいじゅつだいがく　おんがくか）は、FMKエフエム熊本で2007年4月3日から、毎週火曜の20:00～20:55に放送。

## 概要
懐かしの洋楽アーティスト一人あるいは一グループに絞って特集する番組。

## パーソナリティ
- かなぶんや